# Giovanni Evangelista Pallotta
Giovanni Evangelista Pallotta (né en 1548 à Caldarola, dans les Marches, Italie, alors dans les États pontificaux, et mort le 22 août 1620 à Rome) est un cardinal italien de la fin du XVIe siècle et du début du XVIIe siècle.

## Famille
Fils de Desiderio Pallotta et de Domenica Cianfortini, il est le premier né de cinq fils. Il est devenu l'emblème de sa famille, mais aussi de son pays d'origine, Caldarola, qui le remercie de son habileté politique et d'organisation. Le village est devenu une ville moderne grâce à un développement urbain, politique et culturel. Il est l'oncle  du cardinal Giovanni Battista Maria Pallotta, fils de son frère Martino. Deux autres membres de sa famille sont les cardinaux Guglielmo Pallotta (1777) et Antonio Pallotta (1823).

## Biographie
Il étude la théologie et le droit canonique à Macerata. Il est ordonné prêtre et en 1573, il devient le recteur de l’église de San Martino à Caldarola. 
Pallotta se rend à Rome et entre au service du cardinal Felice Peretti, le futur Sixte V. Peretti le crée chanoine au chapitre de Santa Maria ad Martires et quand Peretti devient pape (Sixte V), il le crée chanoine au chapitre de la basilique Saint-Pierre, secrétaire des monuments, dataire et archevêque de Cosenza le 9 septembre 1587. Pallotta est créé cardinal au titre de San Matteo in Merulana, puis proto-dataire et archiprêtre de la basilique Saint-Pierre par le pape Sixte V lors du consistoire du 18 décembre 1587. 
Le cardinal Pallotta est archiprêtre de la basilique Saint-Pierre et président de la fabrique de Saint-Pierre. Il est le protecteur du poète Torquato Tasso. En 1595-1596, il est camerlingue du Sacré Collège. À partir de 1603, Pallotta est cardinal protoprêtre. Il passe au titre de San Lorenzo in Lucina, en 1611, sous le pontificat de Paul V, obtient le titre de Frascati et en 1620, celui de Portogallo, il est nommé sous-doyen du Collège des cardinaux.
Pallotta  participe aux deux conclaves de 1590, lors desquels Urbain VII et Grégoire XIV sont élus, et aux conclaves de 1591 (élection d'Innocent IX), de 1592 (élection de Clément VIII) et aux conclaves de 1605 (élection de Léon XI et de Paul V).